# Кенорленд

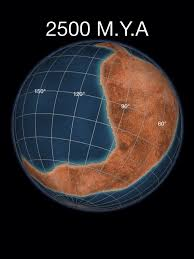
Кенорленд. ~2.5млрд років тому

Кенорленд — ймовірно перший суперконтинент в геологічній історії Землі, що існував в неоархеї. Назва походить від кеноранської фази складчастості.
Палеомагнітні дослідження вказують, що Кенорленд знаходився в низьких широтах.

## Утворення
Виникнення Кенорленда обумовлено плюмовими процесами, які призвели до утворення континентальної кори у вигляді кратонів і їх подальшої акреції в єдиний суперконтинент. Кенорленд утворився близько 2,7 млрд років тому злиттям декількох кратонів:
- Карельський
- Пілбара
- Каапвааль
- Сьюпіріор